# Geita (Tansania)
Geita ist eine Stadt im Nordwesten von Tansania. Sie ist Hauptstadt der Region Geita und Verwaltungszentrum des Distriktes Geita.

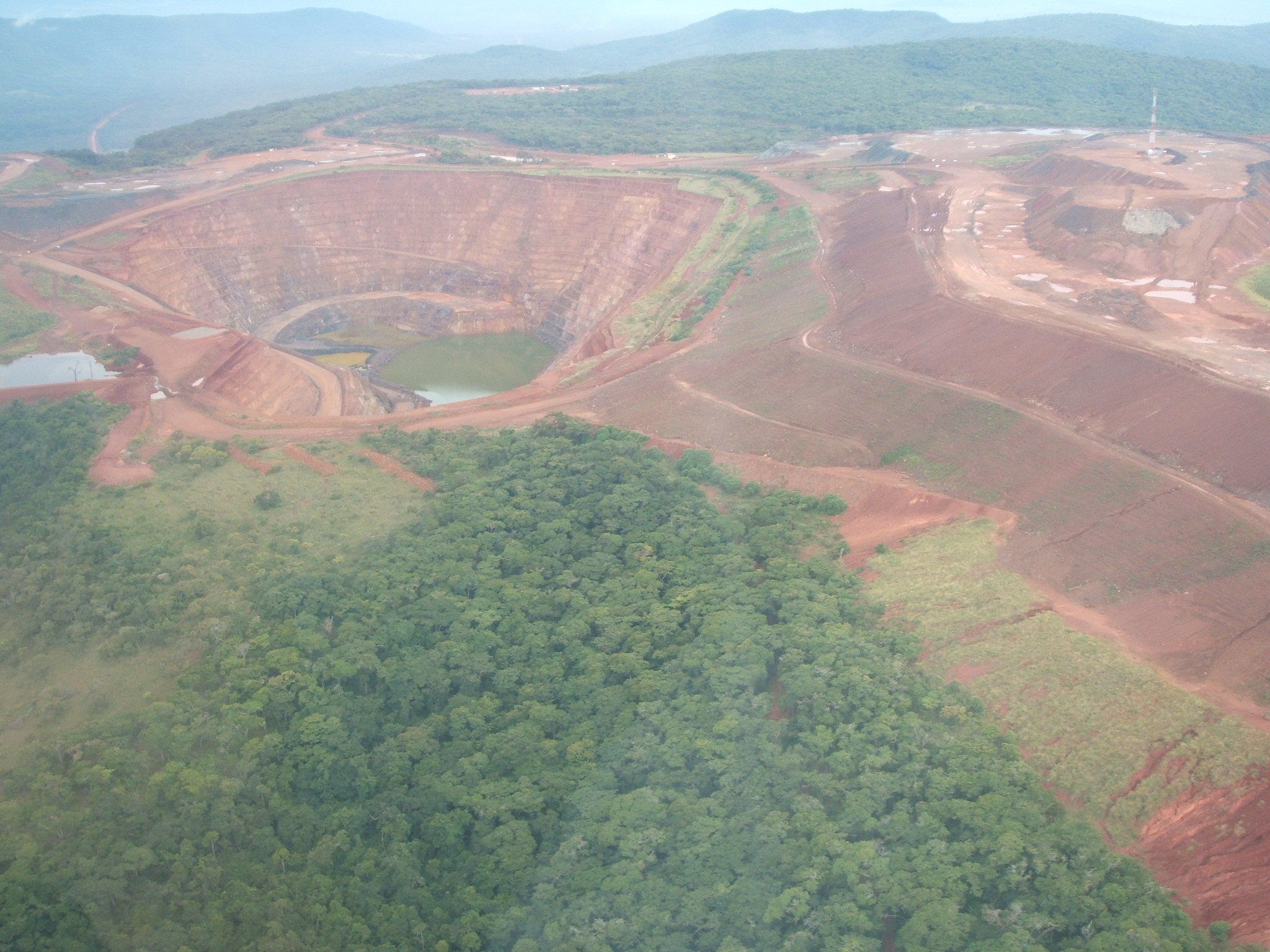
Tagbau in der Goldmine Geita

## Geographie
Im Jahr 2022 hatte Geita 318.006 Einwohner. Die Stadt liegt auf 1263 Meter Seehöhe, nur wenige Kilometer südlich des Victoriasees. Das Klima in Geita ist tropisch, Aw nach der effektiven Klimaklassifikation. Die Niederschläge von 1000 Millimeter im Jahr fallen größtenteils in den Monaten Oktober bis Mai, vor allem die Monate Juni, Juli und August sind sehr trocken. Die Temperatur liegt recht konstant bei 22 Grad Celsius, am wärmsten ist es im Oktober, am kühlsten im Juli.

## Geschichte
Die Geschichte von Geita ist stark vom Goldbergbau geprägt. Schon in den ersten Jahren der Deutschen Kolonialzeit, in den späten 1880er Jahren, wurden Minenrechte vergeben, im Jahr 1910 waren es bereits 111. Nach dem Ersten Weltkrieg, in der Britischen Kolonialzeit, war der Goldpreis gefallen und die Briten waren mehr in Landwirtschaft interessiert. Im Zweiten Weltkrieg war die Goldsuche verboten. Im Jahr 1936 startete die Firma Geita Gold Mine den Abbau und wurde mit 2000 Mitarbeitern die größte Goldmine in Ostafrika. Vier Jahre nach der Unabhängigkeit wurde die Mine im Jahr 1966 wegen des politischen Umbruchs und fallender Goldpreise geschlossen. Als die Goldpreise wieder anstiegen, wurde die Mine 1971 wieder eröffnet. Schon seit 1960 haben einzelne Personen mit dem Goldabbau begonnen, legalisiert wurde dies 1984 und insgesamt 300 Lizenzen vergeben. Im Jahr 1996 erwarb die Firma Ashanti Gold aus Ghana die wichtigsten Minenrechte, aber erst nach der Partnerschaft mit AngloGold aus Südafrika im Jahr 2000 konnten die notwendigen Investitionen von 400 Millionen US-Dollar aufgebracht werden, sodass 2002 mit dem Abbau begonnen wurde.

## Wirtschaft und Infrastruktur
- Landwirtschaft: Um Geita werden vor allem Mais und Hirse für die Selbstversorgung und Baumwolle für den Verkauf angebaut.[4]
- Bergbau: Schon seit dem frühen 20. Jahrhundert wird in Geita Gold abgebaut. Der Abbau erfolgt sowohl über Tag als auch unter Tag. Im Jahr 2018 wurden 16 Tonnen Gold gewonnen, was einer Steigerung von fünf Prozent gegenüber dem Vorjahr entspricht.[5]
- Straßen: Die wichtigste Straßenverbindung ist die Nationalstraße T4, die von Biharamulo im Westen durch Geita nach Mwanza im Osten führt.

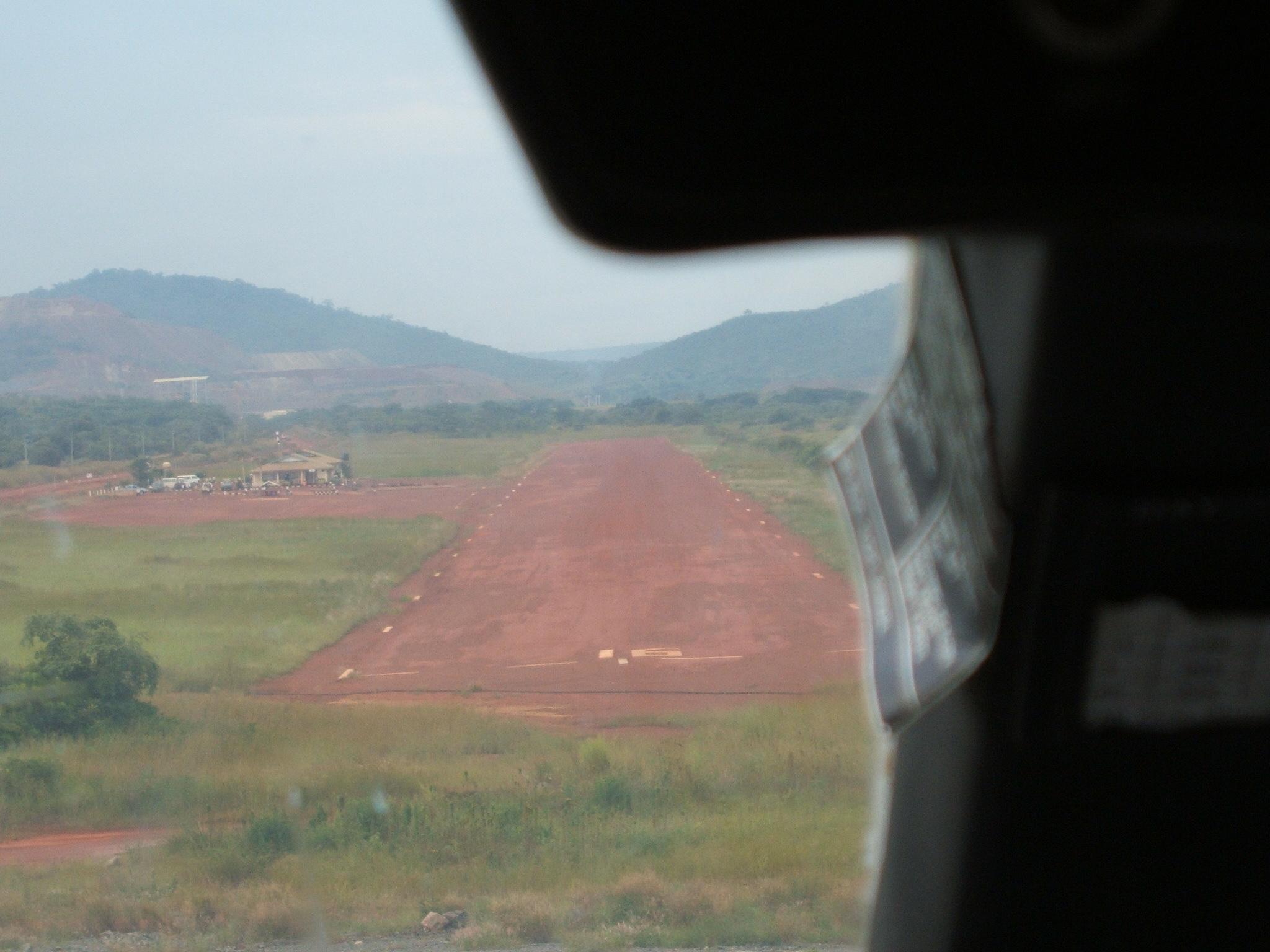
Landebahn des Flughafens Geita

- Flughafen: Nördlich des Zentrums gibt es einen kleinen Flughafen mit dem IATA-Code GIT.[6]

## Religion
Seit 1985 ist Geita eine römisch-katholische Diözese, davor war es Teil der Diözese Mwanza. Die Evangelische Kirchengemeinde Wermelskirchen unterhält eine Partnerschaft mit der Afrika-Inland-Kirche der Diözese Geita. Die römisch-katholische Kirchengemeinde Bisingen – Grosselfingen – Rangendingen pflegt eine Partnerschaft mit der Pfarrgemeinde Geita.
Neben Christen leben vor allem Anhänger von Naturreligionen und Muslime in Geita.